# Eupithecia tenuiscripta
Eupithecia tenuiscripta  là một loài bướm đêm trong họ Geometridae.